# Nicolas Frantz
Nicolas Frantz, luksemburški kolesar, * 4. november 1899, Mamer, Luksemburg, † 8. november 1985, Luxembourg.
Frantz je v svoji bogati kolesarski karieri od leta 1923 do 1934 dosegel več kot 60 profesionalnih zmag, med drugim je bil tudi dvakratni zmagovalec dirke po Franciji in večkratni državni prvak v cestnem kolesarstvu.
Tekmovalno kariero je začel leta 1922, ko je še kot samostojni kolesar dosegel skupno zmago na dirki po Belgiji in bil prvi na Veliki nagradi Françoisa Faberja. Med profesionalce je vstopil leto kasneje in ponovil uspeh na Veliki nagradi Françoisa Faberja, drugič zapored je postal državni prvak (leta 1922 še kot amater), kjer je bil nepremagljiv vse do konca kariere leta 1934. Na svojem prvem Touru leta 1924 je dosegel dve zmagi na gorskih etapah, skupno pa končal takoj za Italijanom Bottecchio na drugem mestu. V naslednjih dveh letih je na Touru dosegel še štiri etapne zmage in dirki končal na četrtem oz. drugem mestu. Svoje prvo zmagoslavje je s tremi etapnimi in skupno zmago doživel na Touru 1927. Uspeh je s petimi etapnimi zmagami in nošnjo rumene majice od začetka do konca dirke ponovil na Touru 1928. Sledilo je leto 1929 in njegov zadnji pomembnejši nastop na dirki, ki jo je z dvema etapnima zmagama končal na skupnem petem mestu.   
Na svetovnih prvenstvih v cestnem kolesarstvu je dosegel dva pomembnejša rezultata: leta 1929 v Zürichu je bil srebrn, zaostal je le za Belgijcem Ronssejem, leta 1932 v Rimu pa bronast, za Italijanoma Bindo in Bertonijem.